# David Marshall Lang
Pour les articles homonymes, voir Lang.
David Marshall Lang (1924–1991) est un historien britannique, spécialiste de la Géorgie, de l'Arménie et de l'histoire médiévale de la Bulgarie (professeur d'études caucasiennes de l'Université de Londres).

## Biographie
Il étudia au collège St John de Cambridge et fut notamment professeur d'études caucasiennes à l'université de Londres,. 

## Publications
- The Last Years of the Georgian Monarchy, 1658–1832, Columbia University Press, New York, 1957
- First Russian Radical, Alexander Radischev, 1749–1802, George Allen & Unwin, London, 1959
- A Modern History of Georgia, Weidenfeld and Nicolson, London, 1962
- The Georgians, Praeger, New York, 1966
- Armenia : Cradle of Civilization, George Allen & Unwin, London, 1970
- The Peoples of the Hills : Ancient Ararat and Caucasus (en collaboration avec Charles Allen Burney (en)), Weidenfeld and Nicolson, London, 1971
- Bulgarians : From Pagan Times to the Ottoman Conquest, Thames and Hudson, London, 1976
- Lives and Legends of the Georgian Saints, Crestwood, New York, 1976
- The Armenians : A People in Exile, Allen and Unwin, London, 1981
- Armenia and Karabagh : the Struggle for Unity, Minority Rights Group, London 1991